# خاکستر چوب

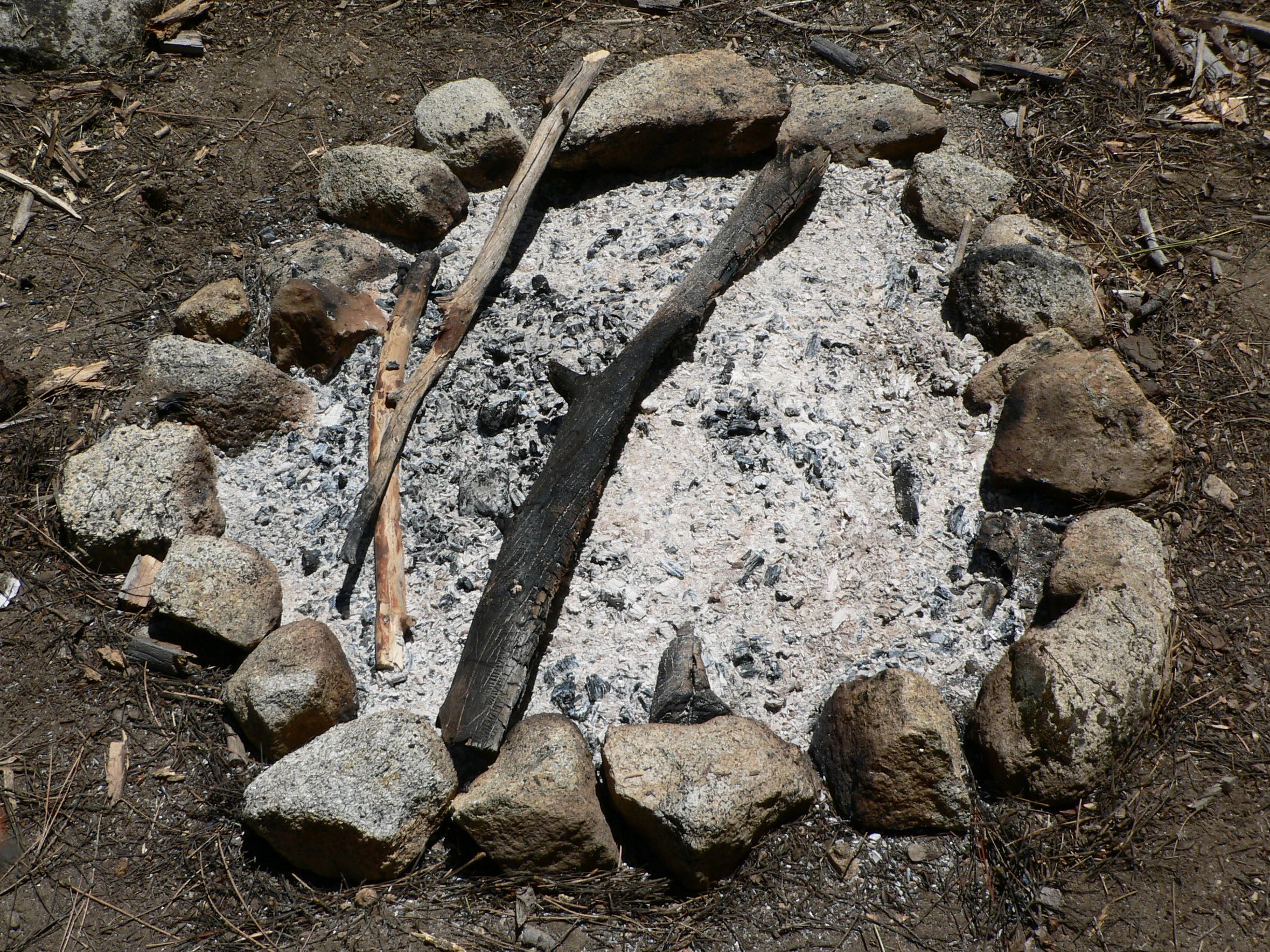
خاکستر چوب آتش اردوگاه

خاکستر چوب باقیمانده‌ای پودری است که پس از احتراق چوب باقی می‌ماند، مانند سوزاندن چوب در شومینه، آتش‌سوزی یا نیروگاه صنعتی. این ماده تا حد زیادی از ترکیبات کلسیم همراه با سایر عناصر کمیاب غیرقابل احتراق موجود در چوب تشکیل شده‌است. خاکستر چوب در طول تاریخ برای اهداف بسیاری استفاده شده‌است.

## ترکیب
عوامل متعددی از جمله نوع چوب و درخت، تأثیر عمده‌ای بر ترکیب شیمیایی خاکستر دارند. نوع، سن و محیط رشد چوب نیز بر ترکیب چوب (مانند سخت‌چوب و نرم‌چوب) و در نتیجه خاکستر تأثیر می‌گذارد. چوب‌های سخت معمولاً خاکستر بیشتری نݟسبت به چوب‌های نرم تولید می‌کنند. همچنین پوست و برٻٻٮگ‌ها بیشتر از قسمت‌های داخلی تنه خاکستر تولید می‌کنند.

### عناصر شیمیایی
به‌طور معمول، خاکستر چوب حاوی عناصر اصلی زیر است:
- کربن (C) - 5-۳۰ درصد
- کلسیم (Ca) - 7-۳۳ درصد
- پتاسیم (K) - 3-۱۰٪ درصد
- منیزیم (Mg) - 1-۲ درصد
- منگنز (Mn) - ۰٫۳–۱٫۳ درصد
- فسفر (P) - 0.3-1.4 درصد
- سدیم (Na) - 0.2-0.5 درصد

### ترکیبات شیمیایی
با سوختن چوب، بسته به دمای مورد استفاده، ترکیبات مختلفی تولید می‌شود. برخی از مطالعات کربنات کلسیم (CaCO3) را به‌عنوان مادهٔ اصلی تشکیل‌دهندهٔ خاکستر چوب ذکر می‌کنند، برخی خاکسترها به هیچ وجه کربنات ندارند، اما به‌جای آن اکسید کلسیم (CaO) وجود دارد. مورد دوم در دماهای بالاتر تولید می‌شود (به کلسیناسیون مراجعه کنید).
بیشتر خاکستر چوب حاوی کربنات کلسیم (CaCO3) به‌عنوان جزء اصلی آن است که ۲۵ درصد تا حتی ۴۵ درصد از وزن کل خاکستر را تشکیل می‌دهد.

### عناصر کمیاب
عناصر کمیاب آهن (Fe)، منگنز (Mn)، روی (Zn)، مس (Cu) و برخی فلزات سنگین در خاکستر وجود دارند. میزان آن‌ها در خاکستر بسته به دمای احتراق، متفاوت است. تجزیهٔ کربنات‌ها و تبخیر پتاسیم (K)، گوگرد (S) و مقادیر کمی مس (Cu) و بور (B) ممکن است در نتیجهٔ افزایش دما رخ دهد. پژوهشی نشان داد که در دمای بالا پتاسیم، گوگرد، بور، سدیم (Na) و مس (Cu) در خاکستر کاهش یافت، درحالی‌که منیزیم، فسفر، منگنز، آلومینیم، آهن و سیلیس نسبت به کلسیم (Ca) تغییری نکردند. با این حال، همهٔ این عناصر کمیاب به شکل اکسید در دمای بالاتر احتراق وجود دارند. برخی از عناصر موجود در خاکستر چوب عبارت‌اند از:
- آهن ۱٫۶–۵۵+ ‰
- سیلیسیم ۶–۱۷۰ ‰
- آلومینیم ۱٫۲–۴۵ ‰
- منگنز ۱–۲۰ ‰
- آرسنیک ۰٫۶–۵۰ ppm
- کادمیم ۰٫۱۸–۶۰ ppm
- سرب ۲–۵۰۰ ppm
- کروم ۱۲–۲۸۰ ppm
- نیکل ۱۰–۱۴۰ ppm
- وانادیم ۱٫۸–۱۲۰ ppm

### سوخت‌ها
یک پژوهش مشخص کرده‌است که چوبی که در حال سوختن آرام است (۱۰۰–۲۰۰ درجه سلسیوس (۲۱۲–۳۹۲ درجه فارنهایت)) معمولاً شامل ۱۶ واحد آلکن، ۵ واحد آلکادی‌ان، ۵ واحد آلکین و چندین واحد آلکان و آرن است. اتن، استیلن و بنزن نیز محصولات عمده‌ای در وضعیت بهینهٔ احتراق بودند. بنزن و ۱٬۳-بوتادین ۱۰–۲۰٪ و ۱–۲٪ از جرم کل هیدروکربن‌های غیر متان را تشکیل می‌دهند.

## کاربردها

### کود
خاکستر چوب را می‌توان به‌عنوان کود مورد استفاده برای غنی‌سازی خاک کشاورزی استفاده کرد. در این نقش، خاکستر چوب به‌عنوان منبع پتاسیم و کربنات کلسیم عمل می‌کند، که دومی به‌عنوان یک عامل آهکی برای خنثی کردن خاک‌های اسیدی عمل می‌کند.
خاکستر چوب همچنین می‌تواند به عنوان یک اصلاح‌کننده برای محلول‌های هیدروپونیک آلی استفاده شود که به‌طور کلی جایگزین ترکیبات معدنی حاوی کلسیم، پتاسیم، منیزیم و فسفر می‌شود.

### کمپوست
خاکستر چوب معمولاً در محل‌های دفن زباله دفع می‌شود، اما با افزایش هزینه‌های دفع، جایگزین‌هایی سازگار با محیط زیست، مانند استفاده به‌عنوان کمپوست برای کاربردهای کشاورزی و جنگلداری، محبوبیت بیشتری پیدا می‌کنند. از خاکستر چوب می‌توان به‌عنوان یک عامل کنترل بو به‌ویژه در عملیات تولید کمپوست استفاده کرد.

### سفالگری
خاکستر چوب سابقه‌ای بسیار طولانی در استفاده در لعاب‌های سرامیکی، به ویژه در سنت‌های چینی، ژاپنی و کره‌ای دارد. اکنون نیز خاکستر چوب توسط بسیاری از سفالگران صنایع دستی به عنوان یک شار (flux) عمل می‌کند و نقطهٔ ذوب لعاب را کاهش می‌دهد.

### صابون
برای هزاران سال، خاکستر گیاه یا چوب با آب شسته می‌شد تا محلول ناخالص کربنات پتاسیم به‌دست آید. این محصول را می‌توان با روغن‌ها یا چربی‌ها مخلوط کرد تا «صابون» نرم یا محصولی مشابه صابون تولید شود. این روش در سومر، اروپا و مصر باستان انجام می‌شد. با این حال، تنها گونه‌های خاصی از گیاهان می‌توانند صابونی تولید کنند که واقعاً کَف کند. بعدها، صابون‌سازان اروپایی قرون وسطی محلول خاکستر چوب را با آهک خشک‌شده که حاوی هیدروکسید کلسیم است، مخلوط کردند تا محلولی غنی از هیدروکسید برای صابون‌سازی به‌دست آورند. با این حال، تا زمان اختراع فرایند لوبلان بود که هیدروکسید سدیم با کیفیت بالا می‌توانست به‌صورت انبوه تولید شود و اَشکال نخستین صابون‌ها با استفاده از چوب خام یا خاکستر گیاهی منسوخ شود. این یک کشف انقلابی بود که باعث پیشرفت صنعت مدرن صابون‌سازی شد. 

### لیچینگ زیستی
قارچ‌های اکتومیکوریزا Suillus granulatus و Paxillus involutus می‌توانند عناصر را از خاکستر چوب آزاد کنند.

### آماده‌سازی غذا
خاکستر چوب گاهی در فرایند نیکستامالیزه کردن (Nixtamalization) استفاده می‌شود که طی آن ذرت در محلول قلیایی خیس خورده و پخته می‌شود تا محتوای مغذی آن بهبود یابد و خطر مایکوتوکسین‌ها کاهش یابد. محلول قلیایی مورد نیاز، در طول تاریخ، از خاکستر چوب ساخته می‌شده‌است.
نوعی نان در حدود ۶۰۰۰ سال پیش از میلاد توسط سومری‌ها با قرار دادن خمیر روی سنگ‌های داغ و پوشاندن آن با خاکستر داغ پخته می‌شد. مواد معدنی موجود در خاکستر چوب می‌توانست محتوای غذایی خمیر را در حین پخت این نوع نان تکمیل کند.